# Montañas Kong
Se le dio el nombre de Montañas Kong a una cordillera inexistente cartografiada en los mapas de África desde el año 1798 hasta finales de 1880. Se pensaba que las montañas comenzaban en África Occidental próxima a la fuente montañosa del río Níger cerca de Tembakounda en Guinea, y luego continuaba hacia el este hasta los también ficticios montes de la Luna en el África Central, donde se creía que el Nilo Blanco tenía su fuente.

## Historia

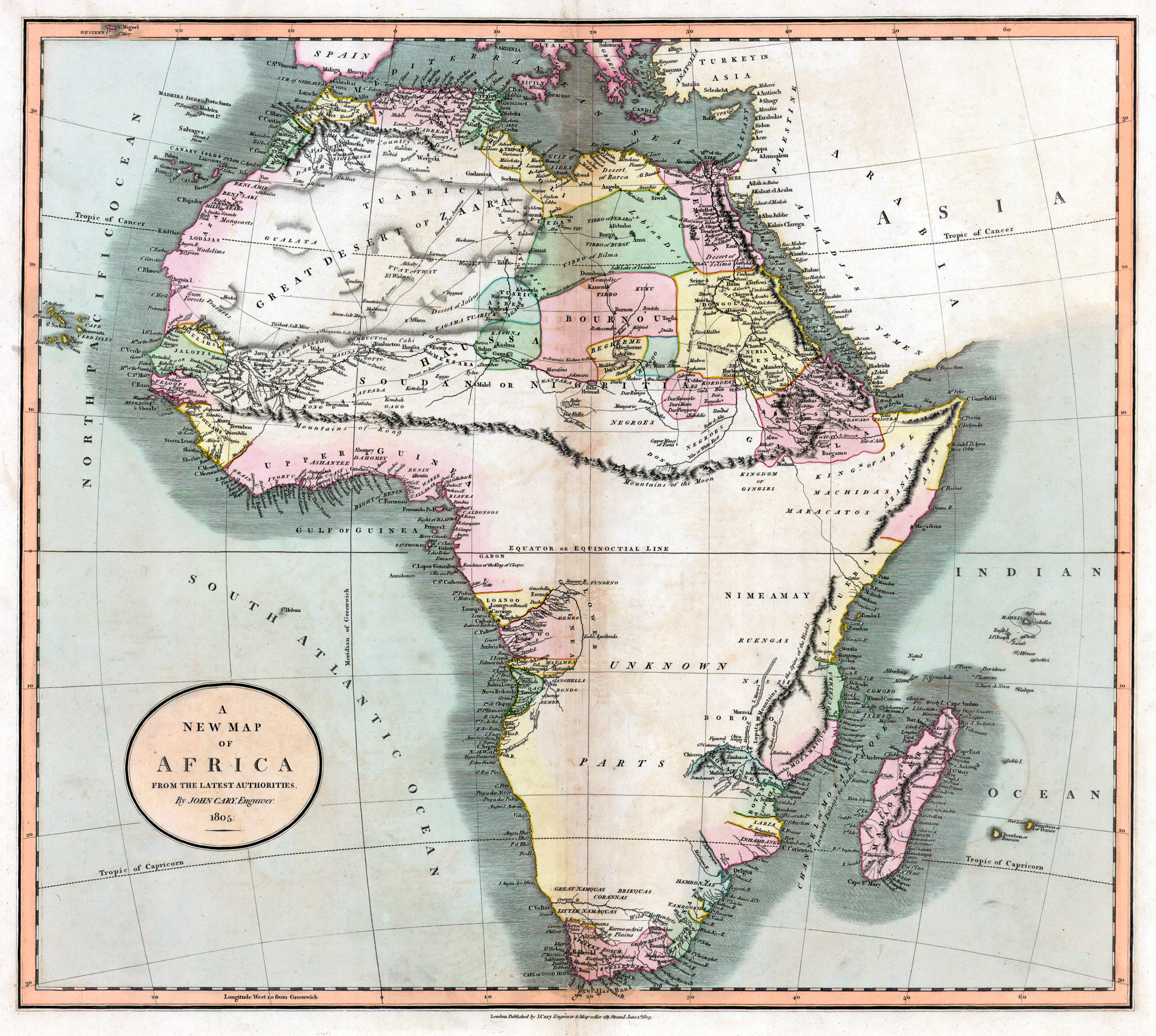
Las Montañas Kong en un mapa del África Occidental de 1805

En 1798 un mapa resultante de las exploraciones de la zona realizadas por Mungo Park mostró la extensión de la cordillera por primera vez. Fue producido por el cartógrafo inglés James Rennell quién representó al río Níger como evaporándose en el interior en Wangara.
El fabricante de mapas alemán Johann Reinecke incluyó las montañas en su mapa de 1804 como el Geburg Kong. En 1805, el artista de grabados de londinense John Cary mostró por primera vez la vinculación a los montes de la Luna.
Varios exploradores del siglo XIX en África occidental incluyeron la cordillera en los mapas que produjeron o de los que dirigieron la producción después de explorar la zona. Entre ellos están el explorador francés René Caillié, que exploró las tierras altas de Guinea en Fouta Djallon, cerca de la fuente del Níger; el explorador de Cornualles, Richard Lemon Lander y su hermano menor John; y el explorador escocés Hugh Clapperton que también buscó el curso del río de Níger en sus alcances superiores. Los historiadores Thomas Basset y Phillip Porter han identificado cuarenta mapas que muestran las montañas, publicados entre 1798 y 1892.
A pesar del fracaso de otros exploradores posteriores para localizar la cordillera, siguió apareciendo en los mapas hasta finales del siglo XIX.
Los cartógrafos dejaron de incluir las montañas en los mapas después de que el explorador francés Louis-Gustave Binger estableciera que las montañas eran ficticias en su expedición de 1887-1889 para trazar el río Níger desde su desembocadura en el Golfo de Guinea y a través de Costa de Marfil.
En 1928, el Atlas Avanzado de Oxford de Bartholemew aún los contenía en su índice situándolos en 8 ° 40 'N, 5 ° 0' W. Incluso más tarde aparecieron erróneamente en el Atlas Mundial de Goode de 1995.

## Toponimia relacionada
La ciudad de Kong, Costa de Marfil data del siglo XII y lleva el nombre que dio a las montañas. La ciudad creció en poder durante el siglo XVII hasta formar el Imperio de Kong que eventualmente cayó bajo dominio colonial francés.
Una cordillera de colinas llamadas las colinas de Kong es parte de la zona de tierra alta que separa las llanuras interiores de África occidental de las regiones de la costa. En general las cumbres de las colinas están por debajo de 600 metros y no más de 200 metros por encima del nivel del país.

## Galería de mapas
|                                                  |
| Mapa de África hecho por John Pinkerton en 1813. |

|                                                |
| Las Montañas Kong en el Atlas de Milner, 1850. |

|                                                                      |
| Detalles de las montañas en el libro de lecciones de Monteith, 1872. |

|                                                       |
| Montañas Kong en rojo en un atlas decimonónico, 1882. |